# Soy boy

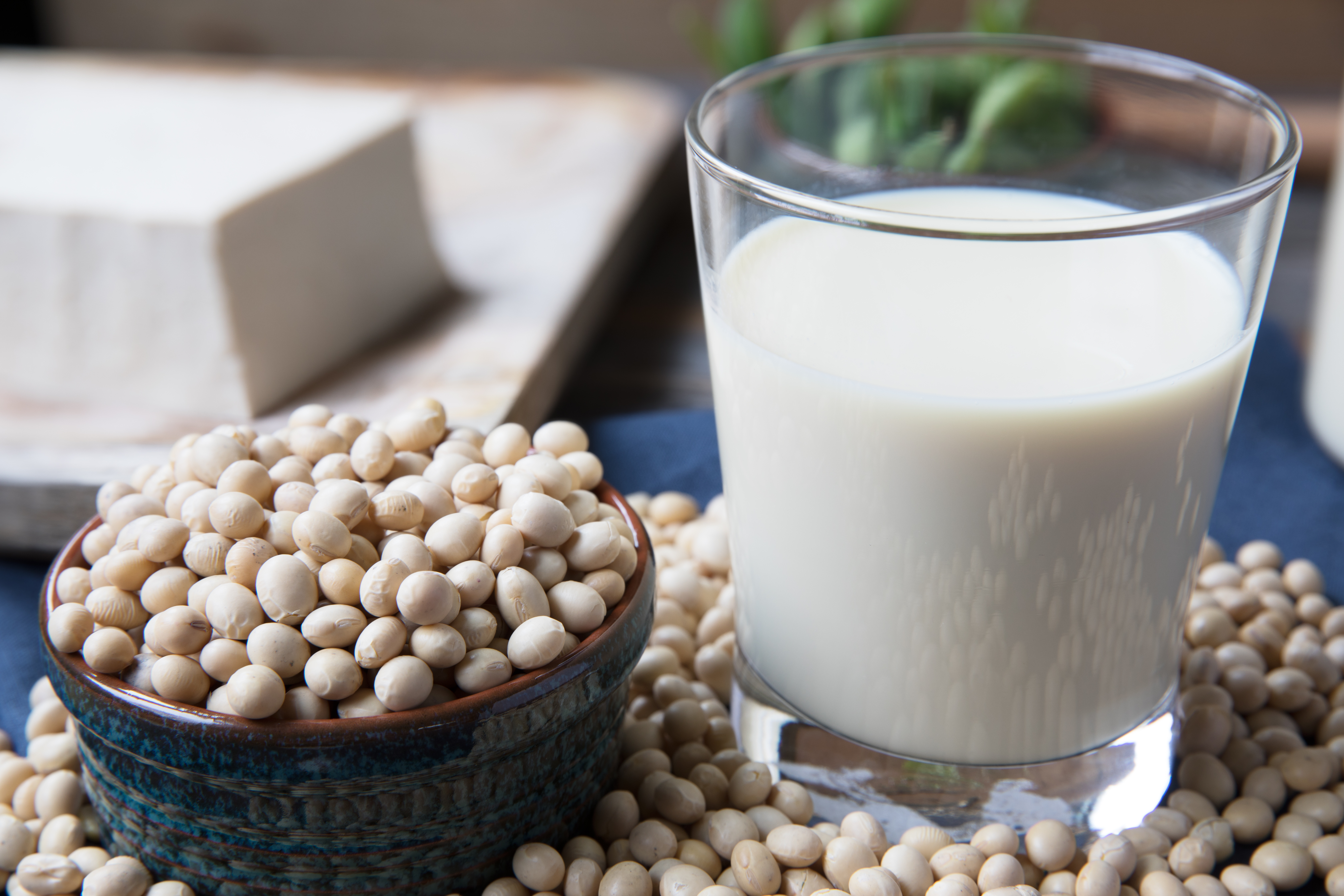
Du soja sous forme de graines, de lait, et en arrière-plan, de tofu.

Soy boy (litt.« garçon-soja »), ou parfois homme-soja, est un terme péjoratif ou ironique, souvent utilisé en ligne, notamment par l'extrême droite, pour qualifier les hommes qui présentent des traits physiques, affectifs, ou comportementaux attribués d'accoutumée à la gent féminine,.

## Études scientifiques
Selon Paul Joseph Watson, le terme soy boy est basé sur la présence de phytoestrogènes dans les graines de soja. En effet, d'après une étude de chercheurs de l'université Harvard, parue en 2008 dans la revue Human Reproduction (en), manger régulièrement du soja ferait baisser le taux de concentration du sperme et jouerait un rôle dans l'infertilité masculine,.  Toutefois, ces résultats sont invalidés par différentes publications et méta-analyses par la suite, impliquant qu'il n'y ait pas de consensus scientifique au sujet d'un lien de causalité entre la consommation de soja et la fertilité masculine,,.
En France, depuis 2025, l'ANSES recommande d'éviter les aliments à base de soja, principale source d'isoflavones, en restauration collective. Ceux-ci font du soja un perturbateur endocrinien ayant, s'il est consommé au-delà d'une valeur toxicologique de référence, des effets nocifs pour le système reproducteur féminin. L'impact des isoflavones sur l'activité hormonale est avéré depuis les années 1940 en Australie sur des brebis dont la sécrétion de l'hormone folliculo-stimulante et de l'hormone lutéinisante est perturbée par les isoflavones.[pertinence contestée]

## Histoire
La première occurrence de l'expression « soy boy » apparaît en 2008 dans le clip de la chanson Ur So Gay de Katy Perry, sur une plaque d'immatriculation[source secondaire nécessaire].
The Daily Dot suggère qu'il aurait pu être lancé sur Twitter par Mike Cernovich (en), une personnalité d'extrême droite active sur les médias sociaux,. Toutefois, le suprémaciste blanc James Allsup (en) affirme avoir inventé l'expression. Selon Know Your Meme, la première apparition archivée du terme date d'avril 2017 sur un forum de 4chan,.
En français l'expression « homme-soja » est parfois utilisée à la place de l'expression anglaise,,,,.

## Usage
Le terme est utilisé par les trolls d'internet à des fins de moquerie ou d'ironie dans des échanges en ligne et par des youtubeurs d'extrême droite comme Papacito. S'il désigne d'abord les végétaliens ou les véganes, qui, par définition, refusent la consommation de viande et recourent à d'autres sources de protéines comme des aliments à base de soja, l'expression vise aussi plus généralement les hommes perçus comme libéraux (au sens américain), progressistes, gauchistes, social justice warriors, woke, ou des groupes similaires dont les hommes présenteraient des traits et des valeurs qu'ils jugent féminines.
En outre, la revue de droite conservatrice catholique La Nef, reprise par l'essayiste Marc Alpozzo et critiquée par Renaud Large, ne placent pas spécialement le soy boy sur l'échiquier politique, le voyant aussi bien altermondialiste, bobo que petit-bourgeois, mais lui reprochent une soumission à la supposée bien-pensance contemporaine et un mode de vie matérialiste, individualiste, urbain, déconnecté de la réalité, sans traditions ni transcendance.
En 2021, Colby Covington, combattant de MMA, utilise le terme pour se moquer de son adversaire Dustin Poirier, et une personnalité politique de droite, le républicain Madison Cawthorn, affirme que les hommes de gauche aiment porter des masques pendant la pandémie de Covid-19 car ils sont des hommes soja.